# Webera glareola
Webera glareola là một loài rêu trong họ Bryaceae. Loài này được R. Ruthe & Grebe Limpr. mô tả khoa học đầu tiên năm 1903.